# 全国水産・海洋高等学校カッターレース大会
全国水産・海洋高等学校カッターレース大会とは、水産高校・海洋高校、海上技術学校などによるカッター競技大会である。距離は500m回頭の1000mを競漕し、１レース約6分前後のタイムでゴールする。1999年に第１回大会が愛知県蒲郡市で開催された。

## 歴代優勝校
- 第1回(1999年)　静岡県立焼津水産高等学校
- 第2回(2000年)　大分県立海洋科学高等学校
- 第3回(2001年)　国立館山海上技術学校
- 第4回(2002年)　国立館山海上技術学校
- 第5回(2003年)　愛知県立三谷水産高等学校
- 第6回(2004年)　愛知県立三谷水産高等学校
- 第7回(2005年)　静岡県立焼津水産高等学校
- 第8回(2006年)　国立館山海上技術学校
- 第9回(2007年)　静岡県立焼津水産高等学校
- 第10回(2008年)　愛知県立三谷水産高等学校
- 第11回(2009年)　京都府立海洋高等学校
- 第12回(2010年)　愛知県立三谷水産高等学校
- 第13回(2011年)　国立口之津海上技術学校
- 第14回(2012年)　京都府立海洋高等学校
- 第15回(2013年)　国立館山海上技術学校
- 第16回(2014年)　京都府立海洋高等学校
- 第17回(2015年)　国立館山海上技術学校
- 第18回(2016年)　京都府立海洋高等学校
- 第19回(2017年)　京都府立海洋高等学校
- 第20回(2018年)　東京都立大島海洋国際高等学校
- 第21回(2019年)　愛知県立三谷水産高等学校
- 第22回(2020年)　新型コロナウイルス感染拡大のため中止
- 第23回(2021年)　新型コロナウイルス感染拡大のため代替記録会開催(16校参加)
  - 記録上位校　京都府立海洋高等学校、宮崎県立宮崎海洋高等学校、国立口之津海上技術学校（代替記録会のため、順位付けず）
- 第24回(2022年)　東京都立大島海洋国際高等学校
  - 新型コロナウイルス感染拡大のため6校出場見合わせ
- 第25回(2023年)　愛知県立三谷水産高等学校
- 第26回(2024年)　東京都立大島海洋国際高等学校
- 第27回(2025年)    福岡県立水産高等学校

優勝回数
- 6回
  - 愛知県立三谷水産高等学校
- 5回
  - 国立館山海上技術学校
  - 京都府立海洋高等学校
- 3回
  - 静岡県立焼津水産高等学校
  - 東京都立大島海洋国際高等学校
- 1回
  - 大分県立海洋科学高等学校
  - 国立口之津海上技術学校
  - 福岡県立水産高等学校

決勝最速記録
- 5分31秒78（※第23回代替記録会での京都府立海洋高等学校提出公認記録）
- 5分34秒06（第14回大会決勝での京都府立海洋高等学校）

## 地区予選
ほとんどの高校は地区予選を勝ち抜いて全国大会に出場するが、東北や四国などのようにカッター部のある高校が少ない地域では予選を行わずに全国大会に出場する。